# Ахмед Аюб Хафнауї
Ахмед Аюб Хафнауї (нар. 4 грудня 2002) — туніський плавець, олімпійський чемпіон 2020 року.

## Виступи на Олімпійських іграх
| Олімпіада  | Дисципліна           | Місце |
| ---------- | -------------------- | ----- |
| Токіо 2020 | 400 м вільним стилем | 1     |